# 黄花华北耧斗菜
黄花华北耧斗菜（学名：[Aquilegia yabeana f. luteola] 错误：{{Lang}}：文本有斜体标记（帮助））为毛茛科耧斗菜属华北耧斗菜下的一个变型。

## 扩展阅读
- 維基物種上的相關：黄花华北耧斗菜